# Risoluzione all'identità
In matematica, la risoluzione all'identità è una formula che ha importanti risvolti pratici nell'algebra lineare e nell'analisi funzionale, in particolare nella risoluzione di problemi legati a spazi vettoriali dotati di una base ortonormale.

## La relazione
Sia {\displaystyle T} un operatore autoaggiunto ed {\displaystyle E\subset \mathbb {R} } un insieme di Borel. Detta {\displaystyle \mathbf {1} _{E}} la funzione indicatrice di {\displaystyle E}, allora {\displaystyle \mathbf {1} _{E}(T)} è una proiezione autoaggiunta su {\displaystyle H}, e la  risoluzione all'identità:
{\displaystyle \Omega :E\mapsto \mathbf {1} _{E}(T)}
è una misura a valori di proiettore per {\displaystyle T}. Se {\displaystyle T} è ambientato in uno spazio di Hilbert {\displaystyle H}, la misura di {\displaystyle \mathbb {R} } rispetto a {\displaystyle \Omega } è l'operatore identità su {\displaystyle H}.
Adoperando la notazione di Dirac, in cui {\displaystyle |\cdot \rangle } rappresentano vettori in {\displaystyle H} e {\displaystyle \langle \cdot |} covettori (cioè funzionali lineari) nello spazio duale {\displaystyle H^{*}}, è possibile rappresentare ogni vettore {\displaystyle |\psi \rangle } nella forma:
{\displaystyle |\psi \rangle =a_{1}|e_{1}\rangle +\cdots +a_{n}|e_{n}\rangle =\sum _{k}{a_{k}|e_{k}\rangle }}
dove l'insieme di vettori {\displaystyle \{|e_{k}\rangle \}_{k=1}^{n}} è una base ortonormale di tale spazio rispetto al prodotto hermitiano {\displaystyle \langle \cdot |\cdot \rangle } definito su {\displaystyle H}. La normalizzazione è data da:
{\displaystyle \langle \psi |\psi \rangle =1}
In particolare, essendo la base ortonormale, si ha che:
{\displaystyle \langle e_{i}|e_{j}\rangle =\delta _{ij}}
dove {\displaystyle \delta _{ij}} è la delta di Kronecker. La risoluzione all'identità è data dalla relazione di completezza:
{\displaystyle id_{H}=\sum _{i}\left|i\right\rangle \left\langle i\right|}
dove {\displaystyle id_{H}} è l'identità su {\displaystyle H} di dimensione {\displaystyle n}.
In uno spazio di Hilbert allargato, di dimensione infinita (e non numerabile), si scrive:
{\displaystyle \int {dx|x\rangle \langle x|}=id}
dove l'integrale è esteso su tutto l'insieme di variabilità delle {\displaystyle x}.

## Dimostrazione
Per la linearità del prodotto hermitiano, dato un qualunque vettore:
{\displaystyle |\psi \rangle =\sum _{k}{a_{k}|e_{k}\rangle }\in H}
vale la proprietà:
{\displaystyle \langle e_{j}|\psi \rangle =\langle e_{j}|\left(\sum _{k}{a_{k}|e_{k}\rangle }\right)=\sum _{k}{a_{k}\langle e_{j}|e_{k}\rangle }=a_{j}}
Si può dunque scrivere l'identità:
{\displaystyle \left(id_{H}-\sum _{k}{|e_{k}\rangle \langle e_{k}|}\right)|\psi \rangle =|\psi \rangle -\sum _{k}{|e_{k}\rangle \langle e_{k}|\psi \rangle }=|\psi \rangle -\sum _{k}{|e_{k}\rangle a_{k}}=|\psi \rangle -|\psi \rangle =0}
da cui discende
{\displaystyle id_{H}-\sum _{k}{|e_{k}\rangle \langle e_{k}|}=O_{H}}
dove {\displaystyle O_{H}} è la funzione nulla su {\displaystyle H}, cioè la tesi.